# Patrick Stella
Patrick Stella (Patrick Star) è uno dei personaggi principali della serie animata SpongeBob. È una stella marina di colore rosa, ed è il migliore amico del protagonista SpongeBob. Veste sempre con un paio di bermuda verde e viola e ama stare a petto nudo. Nel 2021 è divenuto protagonista di una serie spin-off, Lo show di Patrick Stella (The Patrick Star Show).

## Biografia del personaggio
Patrick vive sotto una roccia al 120 di Via Conchiglia vicino alla casa di SpongeBob e Squiddi. È il miglior amico di SpongeBob, con il quale condivide il suo hobby preferito, ovvero andare a caccia di meduse. 
Spesso si reca anche a far visita, sempre insieme a SpongeBob, al suo vicino Squiddi creandogli non pochi problemi e disturbi, sebbene questi non se ne renda mai conto. Patrick è presentato come una stella marina pigra e dotata di una scarsissimo quoziente intellettivo. Si rivela infatti incapace di svolgere gli incarichi anche più semplici e per via di tutte queste caratteristiche è perennemente disoccupato (sebbene in alcuni episodi sia stato brevemente assunto al Krusty Krab o in altri posti, con esiti disastrosi). 
Per tutte queste ragioni passa la maggior parte del proprio tempo oziando sotto la sua roccia, abbuffandosi di cibo o giocando con SpongeBob. Nonostante il suo carattere lento di comprendonio, immaturo, infantile, goffo e pasticcione è comunque un amico allegro, leale, socievole ed ottimista tanto da aver accompagnato il suo amico SpongeBob in imprese e missioni che si sono rivelate molto pericolose. La sua eccessiva emotività tuttavia l'ha portato anche ad avere scatti d'ira molto forti e violenti (seppur occasionali).
Ha poca memoria e spesso per ricordarsi le cose se le scrive sulle mani (compreso il cognome di SpongeBob). La spugna tuttavia lo crede un genio e non è raro che, per dei problemi gravi, esso si rivolga a Patrick convinto che sia in grado di risolverli facilmente finendo solo per peggiorare le cose, nonostante la buona volontà della stella marina. È tuttavia capitato che Patrick mostrasse degli occasionali slanci d'intelligenza e saggezza. In un episodio addirittura, dopo aver perso la punta della testa e averla sostituita per caso con un corallo cerebrale, diventa una persona colta e sofisticata. Tuttavia decide di ritornare come prima, quando vede che questa sua nuova personalità lo rende spocchioso e lo allontana da SpongeBob.
Come si nota dal suo aspetto, Patrick non ha un naso, pertanto è privo del senso dell'olfatto. Desiderando odorare come gli altri personaggi principali, nell'episodio della sesta stagione Il naso nuovo se ne fa impiantare uno. Sebbene all'inizio amasse sentire i profumi di cibi e fiori, una volta resosi conto che esistono anche odori sgradevoli, diviene un incontrollabile maniaco dell'igiene e ciò lo porta a danneggiare i suoi amici. Pertanto, questi, attraverso un intenso fetore da loro ideato, soffocano il naso sintetico di Patrick e lo fanno tornare privo d'olfatto come prima.
Ha una sorella maggiore, Sam, che gli vuole molto bene ed è ben protettiva nei suoi confronti, ma è anche irascibile e violenta e non ha il controllo sulla sua forza bruta. Ciò la porta a ferire accidentalmente anche Patrick stesso, dopo che questi le aveva fatto notare il suo problema di gestione della collera.

## Accoglienza
Il personaggio ha avuto un'accoglienza positiva sia da parte della critica sia da parte del pubblico: in una recensione del 2007 del New York Times vengono esaltati sia la caratterizzazione del personaggio, sia il suo doppiaggio.
Svariate critiche sono state rivolte, in più occasioni, riguardo la sua relazione con Spongebob, da parte di gruppi evangelici cristiani, in quanto vista come omosessuale, nonostante i creatori della serie abbiano più volte smentito e ribadito che la preferenza sessuale non è mai stata presa in considerazione durante la creazione dello spettacolo.

### Influenza culturale
Il personaggio di Patrick è diventato virale su Internet sotto forma di meme, iniziando a diffondersi tramite Reddit.
Nel 2020, una nuova specie di stella marina proveniente dalle montagne sottomarine del Pacifico nord-occidentale è stata chiamata Astrolirus patricki in onore del personaggio, in quanto tutti gli esemplari conosciuti sono stati trovati strettamente associati a spugne hexactinellid .